# منچسترر (کنتاکی)
منچسترر (به انگلیسی: Manchester) شهری در ایالت کنتاکی کشور ایالات متحده آمریکا است که جمعیت آن در سرشماری سال ۲۰۱۰ میلادی، ۱٬۲۵۵ نفر بوده‌است.